# ウェルナー・ケンプフ
ヴェルナー・ケンプフ（Werner Kempf、1886年3月9日 - 1964年1月6日）は、ドイツの陸軍軍人。ドイツ国防軍装甲兵大将。

## 略歴
1905年にドイツ帝国陸軍の149歩兵連隊に入隊。第一次世界大戦をへて戦後のヴァイマル共和国軍でも軍人となる。第二次世界大戦開戦の際には少将階級で戦車師団の司令官となっていた。フランス戦では第6戦車師団を指揮した。フランス陥落後、中将に昇進し、また騎士鉄十字章に叙勲した。独ソ戦開戦の際には第48戦車軍団の司令官となる。1942年8月に柏葉付き騎士鉄十字章を叙勲。1943年7月のクルスクの戦いの時には「ケンプフ軍支隊」として参加。その後、バルト海地域のドイツ国防軍司令官となる。1945年5月に捕虜となる。1947年に釈放された。